# خربة المخيط
خربة المُخيَّط (والمعروفة أيضًا باسم بلدة نيبو)، هي قرية تقع في محافظة مادبا في الأردن. تبعد حوالي 3.5 كم عن جبل نيبو. عثر في القرية على العديد من الكنائس البيزنطية منها كنيسة القديس لوط، وكنيسة القديس بروكوبيوس [الإنجليزية]، وكنيسة القديس جاورجيوس، ودير الكنيسة الذي يقع على مسافة قصيرة في واد أسفل التل.
تضم المدينة مجموعة واسعة من الثقافة المادية التي تغطي مراحل تاريخية مختلفة، بدءًا من العصر النحاسي إلى العصر العثماني. يتضمن ذلك العديد من المعالم الهلنستية، وحصن من العصر الحديدي، بالإضافة إلى العديد من الكهوف والمقابر والصهاريج والبنية التحتية الزراعية.
منذ عام 2014، تم التنقيب في خربة المُخيَّط من قبل فريق دولي من علماء الآثار بقيادة الدكتورة ديبرا فوران من جامعة ويلفريد لورييه (كندا). هذه الحفريات لا تزال مستمرة وتشير إلى تاريخ طويل من الاستيطان، يمتد من العصر البرونزي المبكر إلى العصر العثماني.

## معرض صور

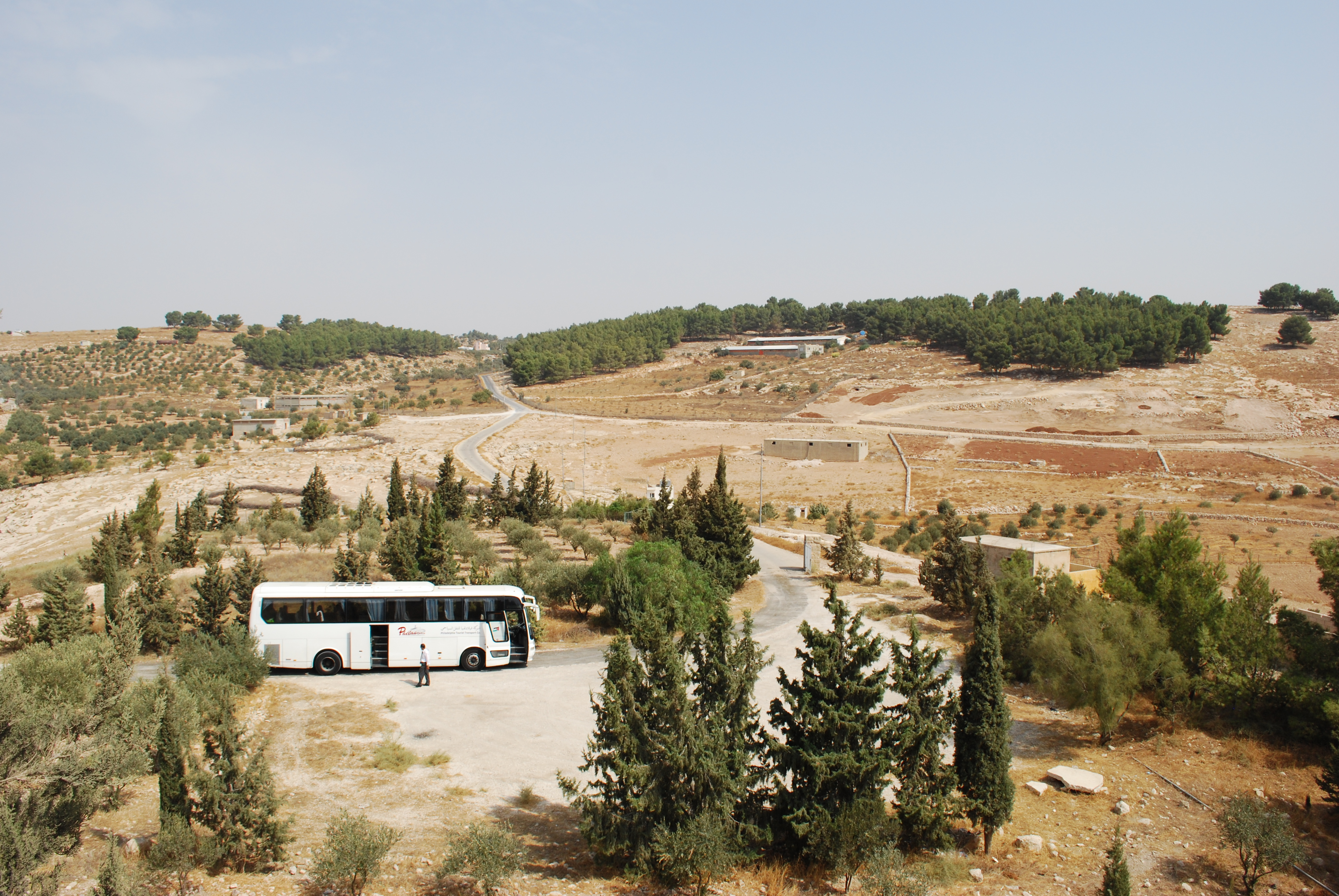
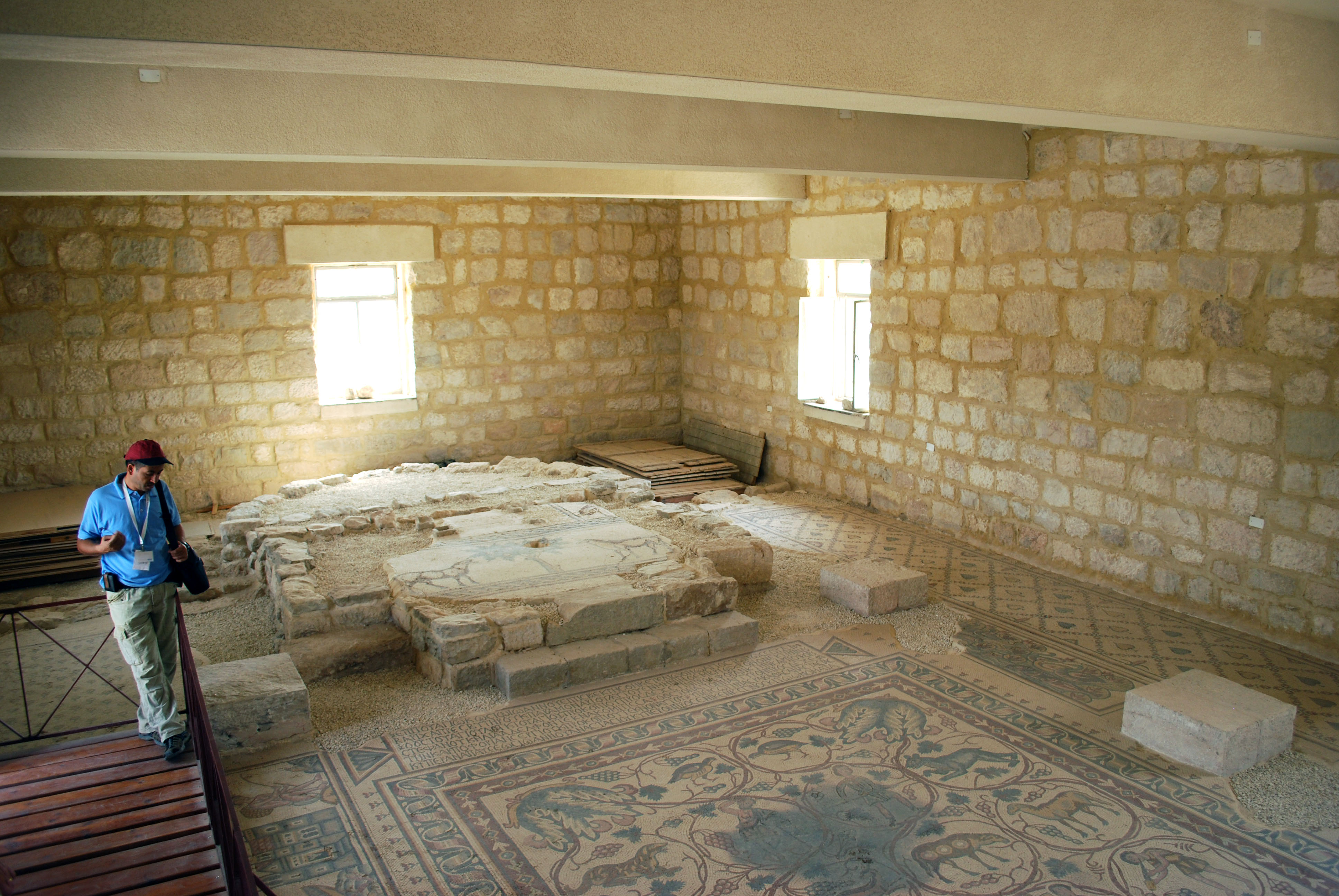
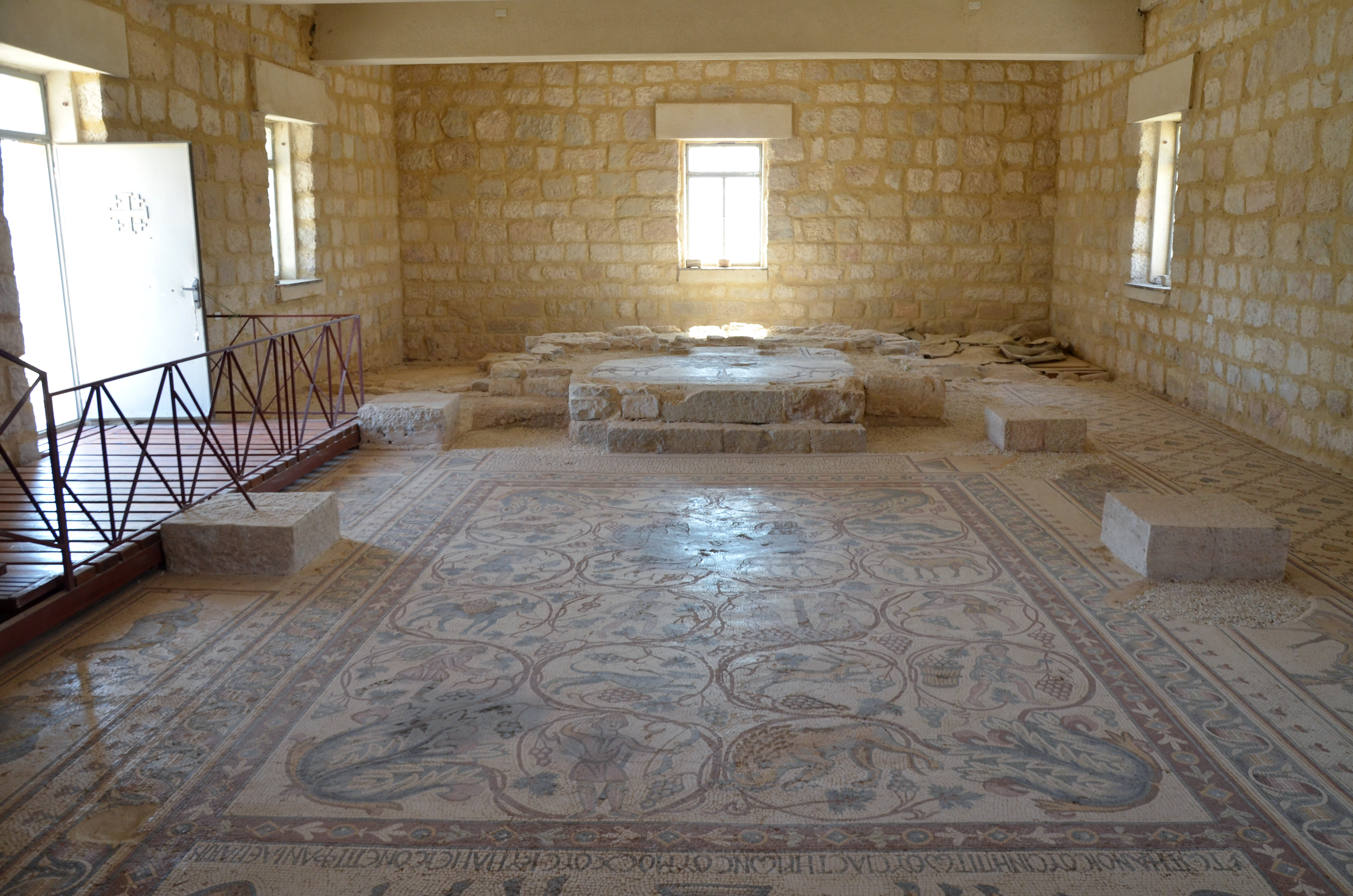
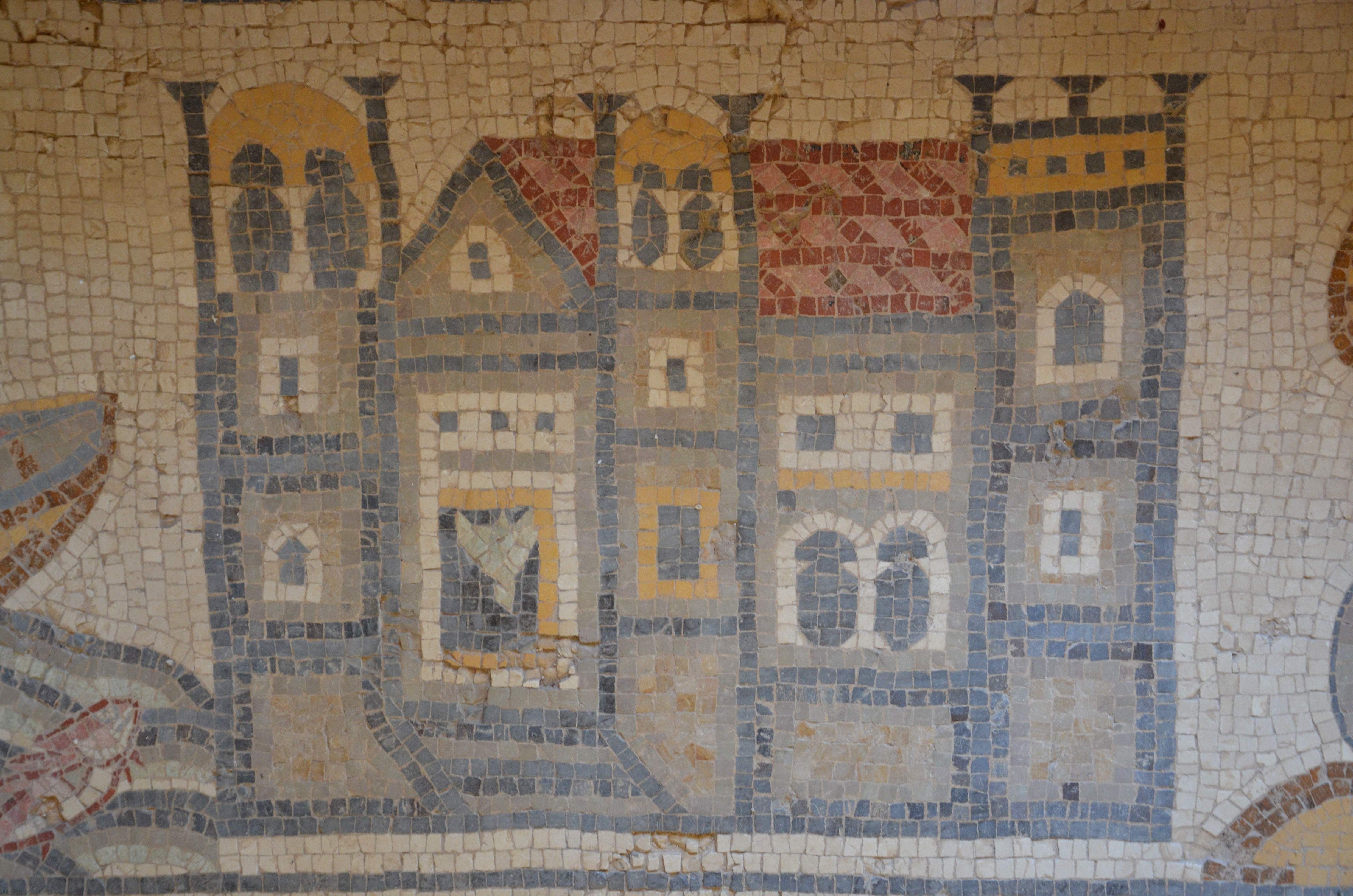